# Porcellidium viride
Porcellidium viride är en kräftdjursart som först beskrevs av Philippi 1840.  Porcellidium viride ingår i släktet Porcellidium och familjen Porcellidiidae. Inga underarter finns listade i Catalogue of Life.